# Бексли-Норт (станция)
Железнодорожная станция Бексли-Норт (англ. Bexley North railway station) расположена на линии Ист-Хиллс и обслуживает пригород Сиднея, Бексли-Норт (Австралия). Она обслуживается компанией Sydney Trains и линией Аэропорт и Юг.

## История
Станция Бексли-Норт открылась 21 сентября 1931 года, когда была открыта линия Ист-Хиллс от станции Темпе до станции Ист-Хиллс. В 2000 году, в рамках расширения линии между станциями Уолли-Крик и Кингсгроув, были добавлены железнодорожные пути по обе стороны от существующей пары.
В октябре 2021 года на станции были завершены работы по капитальному ремонту, на станции появились новые лифты и санузлы.

## Платформы и сервисы
| Платформа | Линия | Направления                                                               | Источник |
| 1         | T8    | поезда на Центральный ж/д вокзал Сиднея и Городское кольцо через аэропорт | [ 3 ]    |
| 2         | T8    | поезда на Ревесби ранние утренние и поздние ночные рейсы в Макартур       | [ 3 ]    |

## Пересадки
Punchbowl Bus Company обслуживает один маршрут через станцию Бексли-Норт:
- 446: Торговый центр Роузлендс[англ.] до больницы Святого Георгия[англ.] в Когаре[англ.] через Эрлвуд и Парк Бардуэлл[4].

Transit Systems обслуживает пять маршрутов через станцию Бексли-Норт:
- 420 Вестфилд-Бервуд[англ.] до Вестфилд-Истгарденс[англ.] через Кэмпси, Рокдейл и аэропорт Сиднея[5].
- 420N: Вестфилд-Бервуд — Вестфилд-Истгарденс (ночной рейс)[6].
- 491: Файв-Док[англ.] — Хертсвилл[англ.] через Эшфилд, Кентербери и Эрлвуд[7]
- 493: Торговый центр Роузлендс — Рокдейл[англ.] через Беверли-Хиллз, Бексли-Норт и Бексли[8].
- 410: Марсфилд[англ.] — Херствилл через Райд, Конкорд, Бервуд и Кэмпси[9].

Станция Bexley North обслуживается одним маршрутом NightRide:
- N20: станция Ривервуд[англ.] — Сити (мэрия) через Нарви, Рокдейл и Аэропорт[10].